# Marina Auto Stadium
Das Marina Auto Stadium ist ein Fußballstadion in der US-amerikanischen Stadt Rochester im Bundesstaat New York. Die Rochester Rhinos (USL) waren von 2006 bis 2017 in der Spielstätte beheimatet. Ab 2022 trägt die Flower City Union aus der National Independent Soccer Association (NISA) im Marina Auto Stadium ihre Heimspiele aus. Des Weiteren wird es auch für Lacrosse genutzt.

## Geschichte
Der Bau begann am 9. Juli 2004. Das Stadion wurde am 3. Juni 2006 mit einem Spiel der Rochester Rhinos gegen die Virginia Beach Mariners eingeweiht. Das Spiel endete mit 2:2 und war restlos ausverkauft.
Erbaut wurde das Stadion für die Rochester Rhinos, die in der United Soccer League antraten. Bis 2017 trug das Laacrosseteam der Rochester Rattlers aus der MLL ihre Spiele dort aus. 
Im Februar 2011 wurde die Sahlen Packing Co., Inc., ein Unternehmen der industriellen Lebensmittelverarbeitung, Namenssponsor des Stadions. Der Vertrag hatte eine Laufzeit von fünf Jahren mit Option auf fünf weitere Jahre. Im Oktober 2015 gab der Namenssponsor bekannt, dass man auf die Option nicht nutzen werde. Bis ein neuer langfristiger Vertragspartner gefunden ist, trägt das Stadion, wie schon von 2006 bis 2009, die Bezeichnung Rochester Rhinos Stadium. Im Januar 2017 gaben die Rochester Rhinos die Partnerschaft mit dem Sportartikelhändler Capelli Sport bekannt. Das Stadion trug zukünftig den Namen Capelli Sport Stadium. Im April 2018 gaben die Stadionbetreiber und der Autohändler Marina Auto Group gaben bekannt, dass das Stadion wieder den Namen Marina Auto Stadium tragen wird. Die Marina Auto Group war bereits von 2008 bis 2009 Namensgeber des Stadions.

## Länderspiele
Insgesamt trug die US-amerikanische Fußballnationalmannschaft der Frauen vier Spiele im Stadion von Rochester aus.
- 13. Sep. 2006:  Vereinigte Staaten –  Mexiko 3:1
- 19. Juli 2009:   Vereinigte Staaten –  Kanada 1:0
- 01. Sep. 2012:  Vereinigte Staaten –  Costa Rica 8:0[6]
- 18. Sep. 2014:  Vereinigte Staaten –  Mexiko 4:0